# Cratere Genji
Genji  è un cratere sulla superficie di Eros.